# Newton Araújo da Costa Júnior
Newton Araújo da Costa Júnior (Salvador, 12 marzo 2000) è un calciatore brasiliano, centrocampista del Botafogo.

## Carriera
Newton è cresciuto nel settore giovanile del Jacuipense, con cui ha debuttato in prima squadra il 27 gennaio 2019 nell'incontro del Campionato Baiano perso 2-0 contro il Bahia de Feira. Nel 2021 è passato in prestito al Bahia de Feira e, una volta tornato al Jacuipense, ha iniziato a giocare con maggior costanza.
Nel 2023 è stato ceduto in prestito al Botafogo, con cui ha debuttato in Série A il 3 dicembre 2023 nell'incontro pareggiato 0-0 contro il Cruzeiro. Acquistato a titolo definitivo dai bianconeri, al termine del Campionato Carioca è passato in prestito al neopromosso Criciúma.

## Statistiche

### Presenze e reti nei club
Statistiche aggiornate al 22 maggio 2025.
| Stagione          | Squadra           | Campionato        | Campionato | Campionato | Coppe nazionali | Coppe nazionali | Coppe nazionali | Coppe continentali | Coppe continentali | Coppe continentali | Altre coppe | Altre coppe | Altre coppe | Totale | Totale | Totale |
| Stagione          | Squadra           | Comp              | Pres       | Reti       | Comp            | Pres            | Reti            | Comp               | Pres               | Reti               | Comp        | Pres        | Reti        | Pres   | Reti   |        |
| ----------------- | ----------------- | ----------------- | ---------- | ---------- | --------------- | --------------- | --------------- | ------------------ | ------------------ | ------------------ | ----------- | ----------- | ----------- | ------ | ------ | ------ |
| 2019              | Jacuipense        | PD/BA+D           | 2+0        | 0          | CB              | 0               | 0               | -                  | -                  | -                  | -           | -           | -           | 2      | 0      |        |
| 2020              | Jacuipense        | PD/BA+C           | 0+2        | 0          | CB              | 0               | 0               | -                  | -                  | -                  | -           | -           | -           | 2      | 0      |        |
| 2021              | Jacuipense        | PD/BA+C           | 2+0        | 0          | CB              | 0               | 0               | -                  | -                  | -                  | -           | -           | -           | 2      | 0      |        |
| 2021              | Bahia de Feira    | PD/BA+D           | 0+2        | 0          | CB              | 0               | 0               | -                  | -                  | -                  | -           | -           | -           | 2      | 0      |        |
| 2022              | Jacuipense        | PD/BA+D           | 7+15       | 0+3        | CB              | 0               | 0               | -                  | -                  | -                  | CdN         | 0           | 0           | 22     | 3      |        |
| Totale Jacuipense | Totale Jacuipense | Totale Jacuipense | 11+17      | 0+3        |                 | 0               | 0               |                    | -                  | -                  |             | 0           | 0           | 28     | 3      |        |
| 2023              | Botafogo          | A/RJ+A            | 0+1        | 0          | CB              | 0               | 0               | CS                 | -                  | -                  | -           | -           | -           | 1      | 0      |        |
| 2024              | Botafogo          | A/RJ+A            | 9+0        | 0          | CB              | 0               | 0               | CL                 | 0                  | 0                  | -           | -           | -           | 9      | 0      |        |
| 2024              | Criciúma          | PD/SC+A           | 0+30       | 0+1        | CB              | 1               | 0               | -                  | -                  | -                  | -           | -           | -           | 31     | 1      |        |
| 2025              | Botafogo          | A/RJ+A            | 10+3       | 0          | CB              | 1               | 0               | CL                 | 0                  | 0                  | SB+RS       | 0+2         | 0           | 16     | 0      |        |
| Totale Botafogo   | Totale Botafogo   | Totale Botafogo   | 19+4       | 0          |                 | 1               | 0               |                    | 0                  | 0                  |             | 2           | 0           | 26     | 0      |        |
| Totale carriera   | Totale carriera   | Totale carriera   | 83         | 4          |                 | 2               | 0               |                    | 0                  | 0                  |             | 2           | 0           | 87     | 4      |        |

## Palmarès

### Competizioni internazionali
- Coppa Libertadores: 1

Botafogo: 2024